# 敵は海賊〜猫たちの饗宴〜
『敵は海賊〜猫たちの饗宴〜』（てきはかいぞく ねこたちのきょうえん）は、神林長平のSF小説『敵は海賊』シリーズ第2作『敵は海賊・猫たちの饗宴』をキティフィルムがアニメ化した作品。全6話。
後にビデオでも発売されたが、初めて一般に公開されたのが、1989年12月26日から12月31日にかけてCSアナログ放送「スカイポート」チャンネル「衛星チャンネル」（後の朝日ニュースター）での放送だったことから、日本初のCSオリジナルアニメーションである。
猫型星系人の海賊課刑事・アプロ、同僚のラウル・ラテル・サトルが、AI搭載のフリゲート艦・ラジェンドラと共に、太陽系最大の海賊である匋冥（ようめい）・シャローム・ツザッキィを追う活劇アニメ。
総監督は山田勝久、キャラクターデザインと総作画監督は後藤隆幸が担当した。

## OVA発売時の構成
1. 敵は海賊〜猫たちの饗宴〜「猫じゃらし作戦」前編がVOL.1、同じく後編がVOL.2：監督：山田勝久
2. 敵は海賊〜猫たちの饗宴〜「猫かぶり前哨戦」前編がVOL.3、同じく後編がVOL.4：監督：貞光紳也
3. 敵は海賊〜猫たちの饗宴〜「猫いらず大騒動」前編がVOL.5、同じく後編がVOL.6：監督：やまざきかずお

3部作になっており、各エピソードが、前編・後編になっているため全6本となっている（VHSはVOL.1〜VOL.6までの6本、LDとDVDは前後編をまとめて3枚仕様となっている）。

## アニメ化のポイント
- この3作はいずれも監督が異なっているが、それぞれのエピソードに合わせて個性を出している。監督が異なるように制作プロダクションも、順にマッドハウス、IGタツノコ、渡辺プロモーションとなっている。
- 可能な限り絵と台詞の情報量を多くし、出来るだけ原作の雰囲気をカットしないように努めている。特に台詞は他の作品より多めで、アプロとラテルの会話はテンポが早くテンションも高い。
- 音楽は総監督の意向でヘヴィメタル / ハードロック路線になっている。ロンドン録音で、和製リッチー・ブラックモアこと米持孝秋のギターが縦横無尽に駆けめぐるサウンドになっている。
- オープニングは、ちょっと変わった編集が施されている。海賊とのチェイスから、テレビ局でアイドルを人質にした海賊をラテルが狙い撃つシーンから、総作画監督、後藤のイラストをカメラを引いていきながら見せるシーンにつながる。このイラストのカメラワーク中に、本編の見所シーンを短くインサートするという手法を使っている。そのため、この部分は各話毎に異なる。チェイス部分については１話冒頭で語られている事件の模様。
- エンディングは、アメコミ風に後藤が書き下ろしたイラストを、コラージュしたタイトル・バックとなっている。
- 「猫かぶり前哨戦」では原作で海賊課の使用する高速言語（常人には短い舌打ち音にしか聞こえない）を、音声早送りにして画面下部に字幕を付けるという形で表現している。

## シリーズ・スタッフ
- 製作：多賀英典、東光弘
- 企画：落合茂一、宇田川淳一
- プロデューサー：田原正利
- 原作：神林長平（ハヤカワ文庫/早川書房刊）
- 原作イラスト：天野喜孝
- 総監督：山田勝久
- 脚本：遠藤明範
- キャラクターデザイン・総作画監督：後藤隆幸
- メカニカル・デザイン：渡部隆
- 美術監督：高遠和茂
- 撮影監督：石川欣一
- 音楽監督：リー・ハート、米持孝秋
- 音響監督：本田保則
- 制作：キティ・フィルム 三鷹スタジオ
- 主題歌
  - オープニングテーマ - 「DANGER ON THE STREET」 歌 - John Sloman
  - エンディングテーマ - 「IT'S ONLY LOVE」 歌 - LEA HART

## エピソード

### 〈猫じゃらし作戦〉

#### あらすじ
地球人ラテルと猫型異星人アプロは、広域宇宙警察・海賊課の一級刑事である。それも海賊課一の過激なコンビである。彼らの後始末に業を煮やした海賊課チーフは突然2人にクビを宣告！再就職の推薦状を渡す。紹介先は、タイタンの映画会社・レアキック3Dビュウ。知性を持つ対コンピュータ・フリゲート艦ラジェンドラに乗り込み、タイタンへ向かう。レアキック3Dビュウで起こるすべての事件の発端とは…。火星の街・サベイジの一角にあるバー「軍神」は、この宇宙最強の海賊、匋冥と部下のジュビリー隠れ家的な店だ。マスターは元海賊でオールド・カルマと呼ばれる。ここで、匋冥は改良されたCATシステムのおそるべき性能を語る。CATシステムには、使用する人間の脳を乗っ取り人間はもとより、コンピュータすらも変身させられることを語る。それは、とんでもない陰謀の始まりだった…。

#### スタッフ
〈前編〉
- 監督：山田勝久
- 作画監督：浜崎博嗣
- 美術監督：脇 威志
- 制作協力：マッドハウス

〈後編〉
- 監督：山田勝久
- 作画監督：千明孝一
- 美術監督：脇 威志
- 制作協力：マッドハウス

### 〈猫かぶり前哨戦〉

#### あらすじ
テンディズビルは、のどかな火星の一般的な街。そこには情報軍基地の軍事練習場がある。なんとそこでは、軍事演習と称して、実直頑固のペトロア軍曹を中心とした情報軍選抜チームと、アプロ、ラテル、マーシャ、そしてラジェンドラまで加わった海賊課チームとの間で、古代の戦闘シミュレーション・ゲーム「ベースボール」が行われることとなった。はじめからベースボールを勘違いしているため大混乱におちいるのは必至、やっとのことで試合を終えた両チームに、CATシステムによる猫化現象が襲った。一方宇宙ではシヴァ・グループ（海賊・匋冥の所有する合法的会社）のチーフのシカゴが匋冥と対立、新たなチーフとしてカッツが就任。だが、カッツは密かに匋冥を操ろうとたくらんでCATシステムを起動していた。アプロの精神凍結（アプロの特技で相手の精神状態を凍結時の状態に保つ能力）によってあやうく猫化を免れたラテルとマーシャだったが、既に時は遅くテンディズビルの住民達はことごとく猫と化していた。

#### スタッフ
〈前編〉
- 監督：貞光紳也
- 作画監督：戸部敦夫
- 美術監督：竹田悠祐
- 制作協力：IGタツノコ

〈後編〉
- 監督：貞光紳也
- 作画監督：戸部敦夫
- 美術監督：竹田悠祐
- 制作協力：IGタツノコ

### 〈猫いらず大騒動〉

#### あらすじ
CATシステムの影響を受けつつも最後まで猫化に抵抗したラジェンドラは、ついに毛皮におおわれた猫顔の複葉機に変身してしまう。複葉機になったラジェンドラは石炭を釜にくべて飛行するトンでもない飛行機であった。ラテルは操縦士、アプロは機関士となりラジェンドラ複葉機を操縦する。アプロとラテルは、変身したラジェンドラ複葉機で海賊相手に戦うはめになり、なんとかこれを撃退するが、アプロに部品を齧られたラジェンドラ複葉機は、機関士であるアプロを射出してしまう。機関士を射出したラジェンドラ複葉機はラテルと共に情報軍基地に不時着してしまう。CATフィールドの発生源である情報軍基地の戦術研究センターに踏み込んだ、ラテル、アプロ、マーシャ、ペトロア軍曹達。彼らが見たものは、カッツの命によりCATフィールドを発生させていた、戦術知性体メニアック自身が変身した巨大な黒猫であった。ジュビリーとカッツとの海賊同士の対立も表面化、カッツの陰謀は匋冥に完全に読まれていて両者は対決する。ラテルとアプロの海賊課も加わり三つどもえの戦いに。

#### スタッフ
〈前編〉
- 監督：やまざきかずお
- 作画監督：小田不二夫
- 美術監督：高遠和茂
- 制作協力：渡辺プロモーション

〈後編〉
- 監督：やまざきかずお
- 演出：牧野滋人
- 作画監督：小田不二夫
- 美術監督：高遠和茂
- 制作協力：渡辺プロモーション

## キャスト
- ラテル：田中秀幸
- アプロ：三ツ矢雄二
- ラジェンドラ：堀内賢雄
- マーシャM：神代知衣
- チーフ・バスター：小川真司
- 匋冥・ツザッキィ：中田譲治
- ラック・ジュビリー：玄田哲章
- ヘルベルト・カッツ：塩沢兼人
- ベスタ・シカゴ：兼本新吾
- カーリー・ドゥルガー：小原乃梨子
- オールド・カルマ：阪脩
- ペトロア軍曹：郷里大輔
- メニアック：土井美加
- ヨシザキ：田の中勇
- ユイ博士：増岡弘
- レイヤー：納谷六朗
- デニケン：有本欽隆
- ヤマキ：江原正士
- エラン：岡雅子
- ミラー：松本保典
- ジョー：龍田直樹

## CD
- オリジナル・サウンドトラック「KAIZOKU」（ポリドール）
- オリジナルBGM集「敵は海賊」（キティレコード）